# پل پتو
پل پتو (انگلیسی: Paul Pétau; ۱ ژانویهٔ ۱۵۶۸ – ۱۷ سپتامبر ۱۶۱۴) اشر و گردآورنده کتاب فرانسوی (۱۵۶۸–۱۶۱۴) و کنسولر پارلمان و مجلس پاریس بود.